# Ампеццо
Ампеццо (італ. Ampezzo, вен. Anpezo) — муніципалітет в Італії, у регіоні Фріулі-Венеція-Джулія,  провінція Удіне.
Ампеццо розташоване на відстані близько 510 км на північ від Рима, 120 км на північний захід від Трієста, 55 км на північний захід від Удіне.
Населення — 1006 осіб (2014).
Щорічний фестиваль відбувається 29 червня. Покровитель — святий Петро e San Paolo.

## Демографія
Населення за роками:

Станом на 1 січня 2023 року в муніципалітеті офіційно проживало 37 іноземців з 12 країн, серед них 20 громадян країн Євросоюзу та 6 громадян України.

## Сусідні муніципалітети
- Форні-ді-Сотто
- Оваро
- Саурис
- Сокк'єве